# Fatty et Mabel à la mer

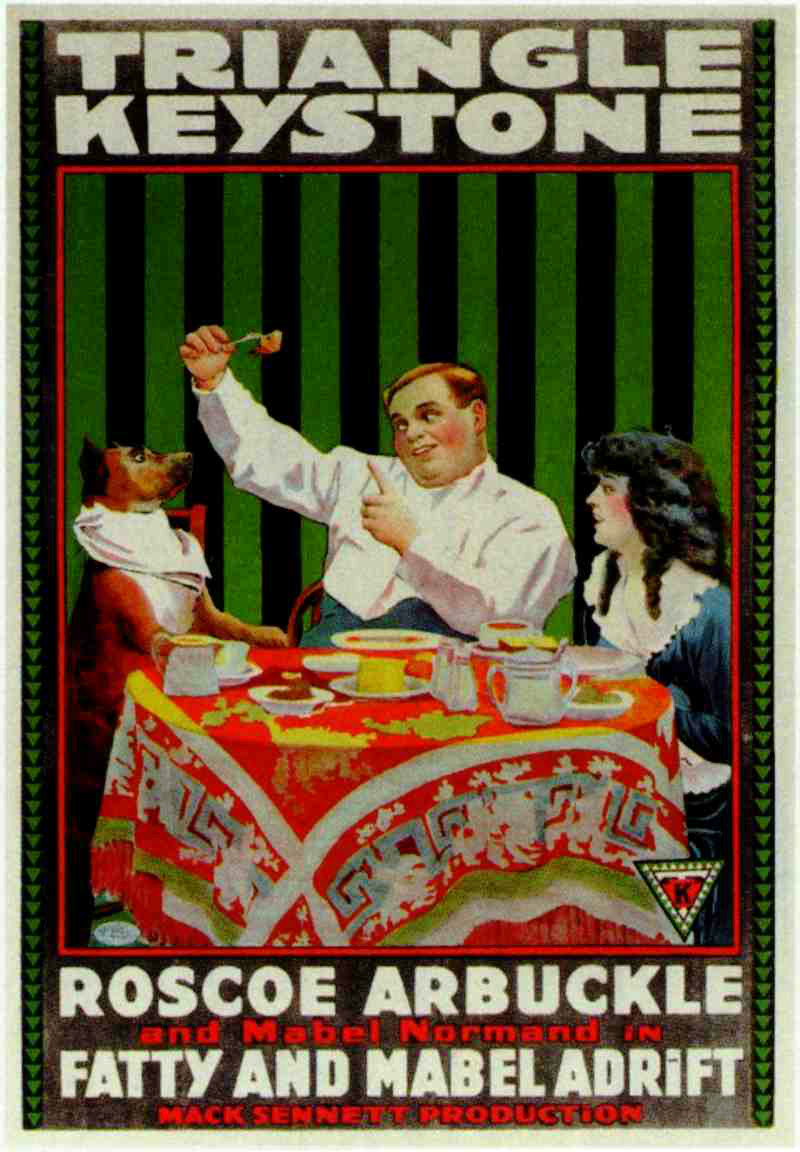
Affiche du film.

Fatty et Mabel à la mer (Fatty and Mabel Adrift) est un film américain produit par Keystone, réalisé par Roscoe "Fatty" Arbuckle et sorti en 1916.

## Synopsis
Un garçon de ferme se marie, et passe sa nuit de noces dans un bungalow près de la plage. Le rival fait enlever les étais et pousse le bungalow à la mer. Le couple se réveille le lendemain matin entouré d'eau, mais le chien parvient à regagner le rivage et donner l'alarme.

## Fiche technique
- Titre original : Fatty and Mabel Adrift
- Réalisation : Roscoe Arbuckle
- Scénario : Roscoe Arbuckle
- Producteur : Mack Sennett
- Production : Keystone Studios
- Distributeur : Triangle Film Corporation
- Durée : 34 minutes
- Date de sortie : 9 janvier 1916

## Distribution
- Roscoe 'Fatty' Arbuckle : Fatty
- Mabel Normand : Mabel
- Al St. John : Hiram Perkins' son
- Joe Bordeaux : Henchman
- Jimmy Bryant : Henchman
- Glen Cavender : I. Landem, Realtor
- Luke the Dog
- Frank Hayes : le père de Mabel
- Wayland Trask : Brutus Bombastic, Chef Criminel
- Mai Wells : la mère de Mabel

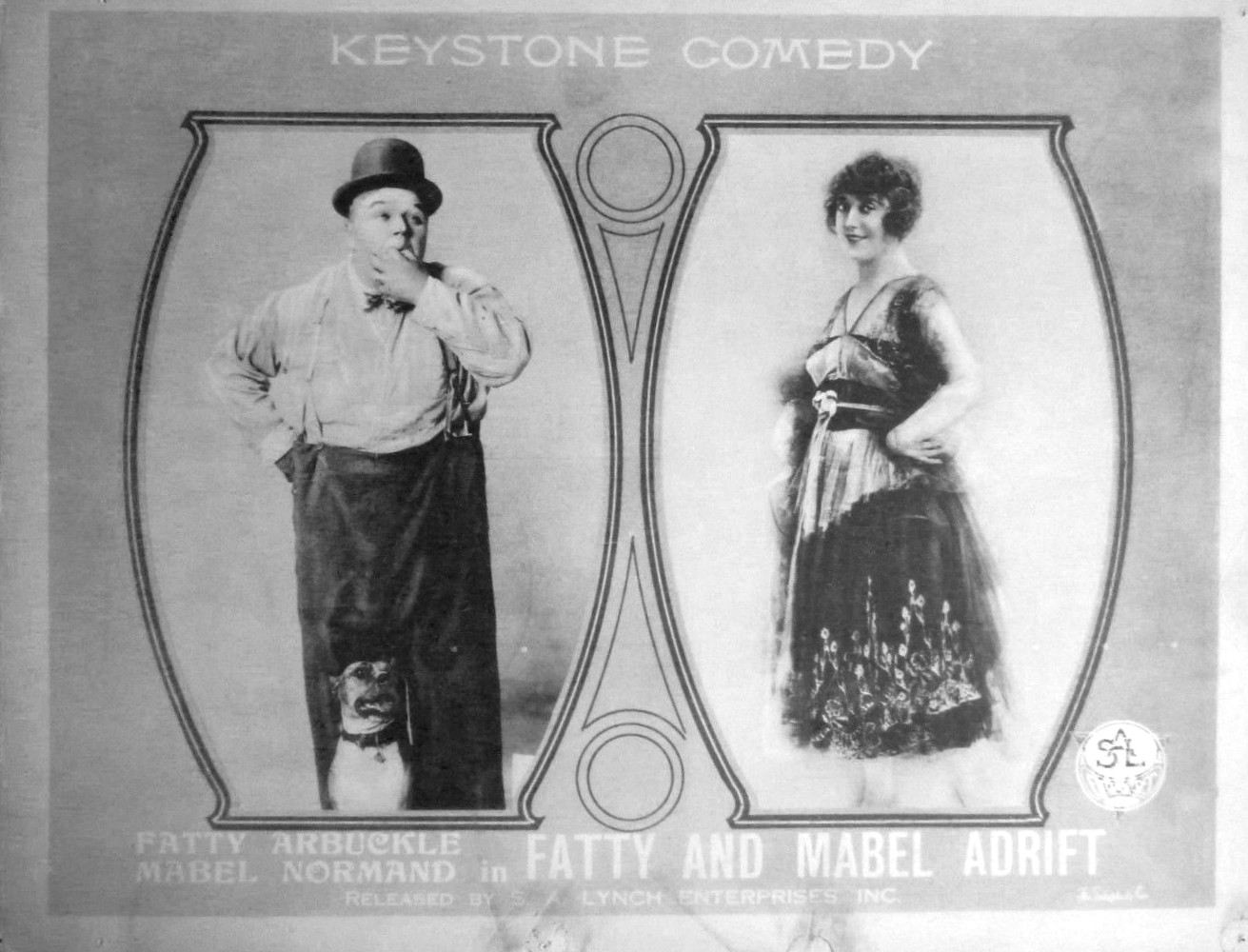
Fatty et Mabel.
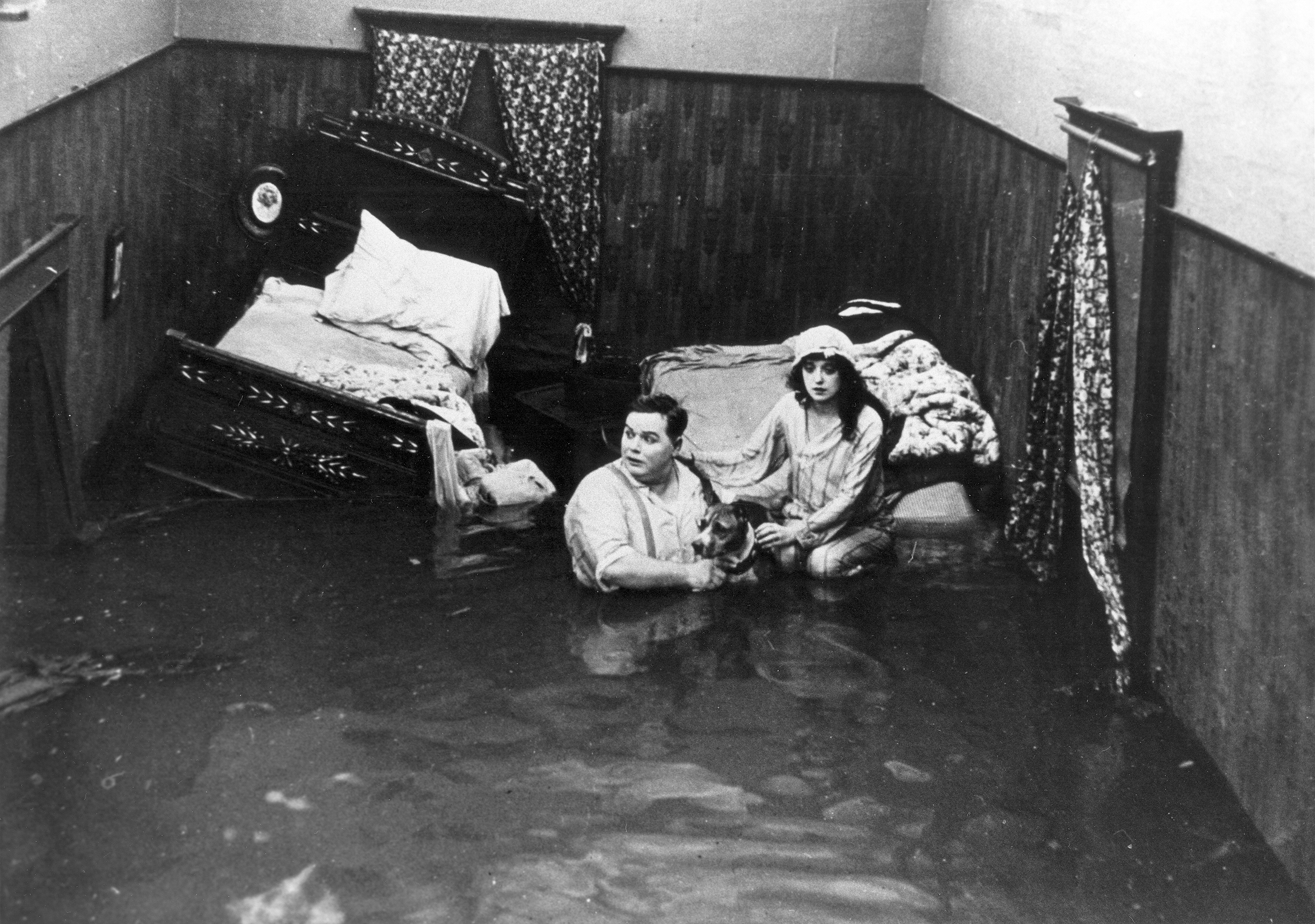
Une scène du film.